# Mortimer Adler
Mortimer Jerome Adler (New York, 28 dicembre 1902 – Palo Alto, 28 giugno 2001) è stato un filosofo statunitense, educatore ed autore popolare.
Come filosofo seguì la tradizione aristotelica e tomistica. Visse per lunghi periodi a New York, Chicago, San Francisco e San Mateo. Adler lavorò presso la Columbia University, la University of Chicago e la Encyclopædia Britannica, e fondò l'Institute for Philosophical Research. Adler è stato sposato due volte divenendo padre per quattro volte.

## Biografia

### New York City
Figlio di ebrei immigrati (suo padre era un rappresentante di preziosi e sua madre un'insegnante), all'età di 14 anni abbandonò la scuola per consegnare giornali a domicilio per il New York Sun, coltivando la speranza di diventare un giornalista. Infatti, Adler ritornò a scuola per frequentare corsi serali di scrittura creativa e qui scoprì le opere di uomini che egli avrebbe definito eroi: Aristotele, Tommaso d'Aquino, John Locke, John Stuart Mill ed altri. Adler continuò gli studi presso la Columbia University e scrisse per la rivista studentesca, The Morningside, un componimento poetico "Choice" nel 1922 quando  Charles A. Wagner. era redattore capo e Whittaker Chambers, redattore aggiunto.
Adler vinse una borsa di studio per completare il corso di studi in Filosofia alla Columbia. Tuttavia, egli non si prese mai la briga di presentarsi alle lezioni di educazione fisica (che egli considerava "un fastidio") e avendo rifiutato di partecipare alla gara di nuoto obbligatoria gli venne negato il Bachelor of Arts. Comunque, Adler imperterrito continuò a frequentare l'università impressionando favorevolmente la facoltà con la sua conoscenza dei classici e alla fine riuscì a completare il dottorato di ricerca in psicologia pur non essendo in possesso del B.A. Mentre era alla Columbia University, Adler pubblicò nel 1927 il suo primo testo: Dialectic, un compendio dei maggiori temi di filosofia e religione della civiltà Occidentale.

### Chicago
Nel 1930 Robert Hutchins, appena nominato rettore della University of Chicago, e di cui Adler era amico da alcuni anni, dispose di assumere Adler come professore di filosofia del diritto presso la Law School dell'Università di Chicago; i professori di filosofia dell'università (tra i quali James Hayden Tufts, E.A. Burtt e George Herbert Mead) "sollevarono seri dubbi in merito alla competenza di Adler nel settore della filosofia" e si opposero alla nomina di Adler presso il Dipartimento di Filosofia. Adler fu il primo "non-avvocato" ad essere assunto presso la facoltà di legge. Adler, inoltre, insegnò filosofia ai dirigenti aziendali dell'Aspen Institute.

### Grandi iniziative editoriali:The Great Booksed altro
Adler e Hutchins diedero vita alla collana dei Great Books of the Western World e alla Great Books Foundation. La collana era composta da 54 volumi, a questa venne aggiunto il Synopticon, in due volumi, in cui si elencavano le grandi idee contenute nei Great Books. Adler fondò e diresse nel 1952 l'Institute for Philosophical Research. Egli fece parte del comitato di redazione della Encyclopædia Britannica fin dalla sua nascita nel 1949 e successe ad Hutchins come presidente a partire dal 1974. Fra i progetti Adler/Britannica bisogna ricordare i dieci volumi della collana Gateway to the Great Books, i dieci volumi di The Great Ideas Program, i venti volumi di The Annals of America e i 32 volumi della quindicesima edizione della Encyclopaedia Britannica totalmente riorganizzata nell'impostazione. Adler propose il Propaedia Program uno schema dell'intero sapere umano rivolto ad ogni ordine e grado scolastico e basato sulla lettura guidata e la discussione di opere difficili. Insieme all'amico e collega Max Weismann, fondò The Center for the Study of The Great Ideas.

### Popolarità
Adler con tutte le sue forze cercò di portare la filosofia tra la gente ed alcuni suoi libri come How to Read a Book divennero dei bestseller. Egli fu anche un tenace sostenitore della democrazia economica e scrisse una influente prefazione per il libro di Louis Kelso  The Capitalist Manifesto (PDF).. Adler fu spesso aiutato nella formulazione delle sue idee e nella relativa stesura da Arthur Rubin, un vecchio amico sin dai tempi della frequenza alla Columbia University. Adler ebbe modo di dire:
 A differenza di miei molti coetanei, io non ho mai scritto libri da sottoporre alla lettura dei miei colleghi professori. Non provo alcun interesse per un uditorio accademico. Mi interessa più rivolgermi ad un qualsiasi signor Rossi. Un pubblico generico è pienamente in grado di leggere qualsiasi mio libro—e lo fanno. 

### Religione e teologia
Adler per gran parte della sua vita cercò di farsi un'idea delle questioni teologiche. Al tempo in cui scrisse How to Think About God, nel 1980, egli si riteneva un pagano. Nel volume 51 del Mars Hill Audio Journal (2001), Ken Myers ha incluso l'intervista fatta nel 1980 ad Adler, subito dopo la pubblicazione di How to Think About God. Myers ricorda, "Durante questa intervista, chiesi ad Adler perché non avesse abbracciato la fede Cristiana. Egli confessò di essere stato profondamente influenzato da un certo numero di pensatori Cristiani durante la sua vita, ... ma vi erano stati ostacoli di ordine morale—non intellettuale—alla sua conversione. Comunque, non fornì ulteriori spiegazioni."
Myers osserva che Adler infine "si arrese in seguito alla lettura di Hound of Heaven" e "pronunciò la confessione di fede cristiana e venne battezzato" solo pochi anni dopo quella intervista. Fornendo informazioni sulla conversione di Adler, Myers cita le parole di Adler da un successivo articolo del 1990 apparso sulla rivista Cristianesimo:"Il motivo principale della mia scelta del Cristianesimo è dovuto alla incomprensibilità dei suoi misteri. Che significato avrebbe la rivelazione se noi potessimo comprendere tutto da soli? Se fosse tutto comprensibile, allora sarebbe solo un'altra filosofia." Nel 2000 Adler divenne cattolico.

### Polemiche
Adler fu una figura controversa per alcuni ambienti culturali che considerarono The Great Books of the Western World come un progetto Eurocentrico e di impostazione razzista. A chi gli chiese in una intervista del 1990 perché nella collana dei "Great Books of the Western World" non fosse incluso alcun autore di colore, egli rispose con estrema semplicità, "Non hanno scritto buoni libri."

## Filosofia

### Filosofia Morale
Adler considerava l'Etica Nicomachea di Aristotele come l'"etica del senso comune" ed anche come "l'unica filosofia morale valida, pratica e non dogmatica". In altre parole, è (secondo Adler) l'unica dottrina etica che risponde a tutte le questioni cui la filosofia morale "deve" e "può" cercare, né più né meno, di rispondere e le cui risposte sono vere secondo lo standard di verità appropriato ed applicabile ai giudizi normativi. Adler, dal canto suo, riteneva che le altre teorie o dottrine cercano di rispondere a più questioni di quanto possano oppure a meno di quanto dovrebbero e le loro risposte sono dei miscugli di verità e di errori, è di questo genere particolarmente la filosofia morale di Immanuel Kant.
Adler riteneva che noi veniamo oggi illuminati dall'Etica di Aristotele allo stesso modo di coloro che ascoltarono per la prima volta le lezioni dello Stagirita perché i problemi etici che gli esseri umani affrontano nella loro vita non sono cambiati nel corso dei secoli. La rettitudine morale e i doni ricevuti dalla buona sorte sono oggi, come lo sono sempre stati nel passato, le chiavi per vivere bene, senza che vengano mai mutati dai progressi tecnologici, come pure dai cambiamenti nelle nostre istituzioni sociali, politiche ed economiche. Per Adler, dunque, i problemi morali che i singoli devono risolvere sono gli stessi in ogni secolo, anche se essi si presentano sotto forme diverse.
Secondo Adler, sei indispensabili condizioni devono essere soddisfatte nel tentativo di sviluppare una efficace filosofia morale volta a correggere tutti gli errori commessi nei tempi moderni.
1. Innanzitutto è da considerare la definizione della verità prescrittiva, che nettamente si distingue dalla definizione della verità descrittiva. La verità descrittiva consiste nell'accordo o conformità della mente con la realtà. Se pensiamo che ciò che è, è, e ciò che non è, non lo è, pensiamo secondo verità. Per essere vero, quello che noi pensiamo deve essere conforme al modo in cui stanno le cose. In netta opposizione, invece, è la verità prescrittiva che consiste nella conformità delle nostre voglie con il giusto desiderio. Le sentenze pratiche o prescrittive che formuliamo sono vere, se conformi al giusto desiderio, o, in altre parole, se prescrivono ciò che dobbiamo desiderare.
È chiaro che la verità prescrittiva non può essere dello stesso tipo della verità descrittiva, e se l'unica verità che l'uomo può conoscere è la verità descrittiva -la verità delle proposizioni riguardo a ciò che è e non è- allora non ci può essere verità etica. Le proposizioni che contengono il termine "dovere" non sono conformi alla realtà. Come risultato di tutto ciò, ci troviamo dinanzi l'errore del ventesimo secolo, l'errore di respingere i giudizi etici o di valore, come non cognitivi. Questi devono essere considerati solo come desideri o richieste che facciamo agli altri. Sono opinioni personali e pregiudizi soggettivi, non conoscenza oggettiva. In breve, l'espressione stessa "etica non cognitiva" dichiara che l'etica non fa parte della conoscenza.
2. Per evitare la fallacia naturalistica, dobbiamo formulare almeno una evidente verità prescrittiva, in modo che con essa come premessa, possiamo ragionare circa la verità di altre prescrittive. David Hume ha detto che se avessimo una perfetta o completa conoscenza descrittiva della realtà, non potremmo, tramite ragionamento, dedurre un singolo pensiero valido.
3. Bisogna che sia intesa la distinzione tra beni reali e apparenti, come pure il fatto che solo i beni reali sono gli oggetti del giusto desiderio. Nel regno delle voglie o desideri, alcuni desideri sono naturali ed altri acquisiti. Quelli naturali sono gli stessi per tutti gli esseri umani come singoli membri della specie umana. Essi fanno parte del nostro patrimonio naturale, come i nostri sensi e la nostra struttura ossea. Gli altri desideri vengono da noi acquisiti nel corso dell'esperienza, sotto l'influenza della nostra educazione e formazione psicofisica o dei fattori ambientali che differiscono da individuo a individuo.
Le persone si differenziano per i loro desideri acquisiti e non per i loro desideri naturali. Questa è essenzialmente la differenza che intercorre fra "bisogni" e "desideri." Ciò che è veramente buono per noi non lo è perché lo desideriamo, ma lo è per l'esatto contrario. Noi lo desideriamo perché è veramente buono. Al contrario, ciò che appare buono solo a noi (e può o meno essere veramente buono per noi), appare a noi buono sol perché lo desideriamo proprio in quel momento. Il suo apparire buono è il risultato del nostro desiderio, e come i nostri desideri mutano, col passare dei giorni, così cambiano le cose che ci sembrano buone. Alla luce della definizione della verità prescrittiva come conformità al giusto desiderio, noi possiamo vedere che le prescrizioni sono vere solo quando esse ci spingono a volere ciò che ci serve, in quanto ogni tipo bisogno è per qualcosa che è veramente buona per noi. Se il giusto desiderio è desiderare ciò che dobbiamo desiderare, e se dobbiamo desiderare solo ciò che è veramente buono per noi e null'altro, allora abbiamo trovato l'unico di per sé evidente principio di controllo di ogni ragionaento etico —l'unico indispensabile imperativo categorico. Tale auto-evidente principio può essere formulato come segue: noi dobbiamo volere tutto ciò che è veramente buono per noi. Tale principio è auto-evidente perché è impensabile il suo opposto. È impensabile che noi dovremmo desiderare una cosa che sia dannosa per noi, ed è altrettanto impensabile che noi non dovremmo desiderare ciò che è realmente buono per noi. I significati delle parole cruciali "dovere" e "realmente buono" si implicano a vicenda, così come per le parole "parte" e "tutto" quando noi diciamo che il tutto è più grande di qualsiasi delle sue parti, questa è una verità lapalissiana. Tenuto conto di questo evidente principio prescrittivo e date le circostanze dell'umana natura che ci dicono di cosa abbiamo naturalmente bisogno, possiamo ragionare a modo nostro su tutta una serie di verità prescrittive, tutte categoriche.
4. In tutte le questioni pratiche o questioni di condotta, il fine precede i mezzi nel nostro modo di considerarle, mentre nell'azione noi giungiamo al fine a partire dai mezzi. Ma non possiamo pensare ai nostri fini fintanto che, fra di essi, non abbiamo scoperto il nostro fine ultimo — il fine che non lascia niente altro da essere correttamente desiderato. L'unica parola che denomina tale fine ultimo è la "felicità". Nessuno potrà mai dire perché lui o lei vuole la felicità perché la felicità non è un fine ma anche un mezzo per qualcosa al di là di se stessa. Tale verità non può essere compresa senza capire la distinzione tra fini terminali e fini normativi. Un fine terminale, come in un viaggio, è quello che una persona può raggiungere in un certo momento e fermarvicisi. I fini terminali, come l'appagamento psicologico, può essere raggiunto e trattenuto in alcuni giorni, ma non in altri. La felicità, non concepita come appagamento psicologico, bensì come una intera vita ben vissuta, non è un fine terminale perché non è mai raggiunto in qualsiasi momento nel corso della propria vita. Se tutti i fini fossero terminali, non ce ne potrebbe essere uno di loro che sia il fine ultimo di momento in momento nel corso della vita. Solo un fine normativo può essere il fine ultimo. La felicità funziona come il fine che deve controllare tutte le scelte corrette che facciamo nel corso della vita. Anche se non abbiamo mai capito dal punto di vista etico la felicità in ogni momento della nostra vita, siamo sempre in cammino verso la felicità se si è liberi di fare le scelte che dobbiamo fare per raggiungere il nostro ultimo fine normativo di una vita ben vissuta. Ma nel corso della vita siamo vittime di incidenti, di cose fuori dal nostro controllo - sventure oltraggiose o colpi di fortuna. La virtù morale da sola —o le abitudini di scegliere come si deve — è una condizione necessaria ma non sufficiente per vivere bene. L'altra condizione necessaria ma anche non sufficiente è la buona sorte.
5. È da tener presente che non vi è una pluralità di virtù morali (quelle nominate in molti trattati di etica), ma solo una integrale virtù morale. La virtù morale può presentare una pluralità di aspetti, la virtù morale è come un solido con tante facce. L'unità della virtù morale è comprensibile se si pensa che i suoi molti volti possono essere distinti analiticamente ma non esistenzialmente. In altre parole, considerando le quattro virtù cardinali —temperanza, coraggio, giustizia e prudenza— l'unità della virtù dichiara che nessuno può avere una qualsiasi di queste virtù senza le altrte tre. Dato che la giustizia nomina un aspetto della virtù che considera gli altri, mentre la temperanza ed il coraggio nominano aspetti della virtù che riguarda se stessi ed entrambi gli aspetti della virtù riguardanti se stessi e gli altri implicano la prudenza nel fare scelte morali, nessuno può essere egoista nei suoi corretti desideri senza essere anche altruista, e viceversa. Questo spiega perché una persona moralmente virtuosa lo deve essere anche se il suo essere è visto solo nell'essere al servizio del bene altrui. Secondo l'unità della virtù, l'individuo non può presentare gli aspetti della virtù riguardanti se stesso —temperanza e coraggio— senza avere anche l'altro aspetto in materia di virtù, che è la giustizia.
6. Nella etica teleologica di Adler è essenziale il riconoscimento del primato del bene e da questo derivare il giusto. Coloro che affermano il primato del diritto fanno l'errore di pensare che essi possono sapere ciò che è giusto, ciò che è moralmente obbligatorio nel nostro comportamento verso gli altri, senza prima sapere che cosa è veramente buono per noi stessi nel cercare di vivere una vita moralmente buona. Solo quando sappiamo ciò che è veramente buono per noi stessi possiamo sapere quali sono i nostri doveri o obblighi morali verso gli altri. Il primato del bene rispetto al diritto corregge l'errore di pensare che noi stiamo agendo moralmente se non facciamo nulla che danneggi gli altri. Il nostro primo obbligo morale è verso noi stessi —cercare tutte le cose che sono veramente buone per noi, le cose di cui tutti noi abbiamo bisogno e solo i beni che sono innocui e non nocivi.

### L'Intelletto
Adler si autodefinì un “dualista moderato” e valutò le posizioni del dualismo psicofisico e del monismo materialista come le facce opposte di un estremismo esasperato. Riguardo al dualismo, egli rigettò la forma estrema del dualismo derivante da filosofi quali Platone (corpo e anima) e Cartesio (mente e materia):
Adler, inoltre, fu in disaccordo con la teoria dell'estremo monismo. Credeva che mentre la mente ed il cervello possono essere esistenzialmente inseparabili e quindi considerati come una medesima cosa, la mente Mente ed il fisico possono dal punto di vista analitico essere ancora considerati distinti. Adler mise alla prova questa teoria nel modo seguente:
Adler fu anche un severo critico della Teoria dell'identità mente/cervello:
Dopo aver confutato gli estremismi, Adler sostenne una forma più moderata di dualismo. Egli riteneva che il cervello è solo una condizione necessaria, ma non sufficiente, per il pensiero concettuale; in secondo luogo, è richiesto come condizione anche un intelletto immateriale ed inoltre è radicale in natura la differenza tra comportamento umano ed animale. La ragione di ciò è che negli animali le competenze cognitive e sensoriali non possono cogliere gli universali. La loro portata cognitiva non va oltre i particolari. Quindi, noi non saremmo in grado di cogliere gli universali se non avessimo un altro e ben distinto potere cognitivo —il potere dell'intelletto. I nostri concetti sono universali nel loro significare gli oggetti che sono generi o classi di cose piuttosto che individui che sono casi particolari di queste classi o generi. Dato che sono caratterizzati dall'universalità, essi non possono esistere fisicamente o essere incorporati nella materia. Ma i concetti esistono nella nostra mente. Essi vi si trovano come atti del nostro potere intellettuale. Quindi quel potere deve essere un potere immateriale, non incorporato in un organo materiale quale è il cervello.
Adler sosteneva che se un tale potere immateriale non esistesse negli esseri umani, non potremmo usare i nomi comuni. I casi particolari sono designati da un nome proprio oppure da descrizioni definite. Quando usiamo la parola "cane", ci riferiamo a qualsiasi cane, indipendentemente dalla razza, dimensione, forma o colore. Per riferirci ad un caso particolare, dobbiamo usare un nome di cane, tipo "Fido," o usare una descrizione precisa, tipo "quel barboncino bianco là disteso davanti al fuoco." I nostri concetti di cane e barboncino non solo ci permettono di pensare a due classi di animali, ma anche ci permettono di capire cosa è un cane o un barboncino.
Secondo Adler, l'azione del cervello, pertanto, non può essere la condizione sufficiente del pensiero concettuale, anche se può ancora essere condizione necessaria nella misura in cui l'esercizio del nostro potere di pensiero concettuale dipende dall'esercizio delle nostre capacità di percezione, memoria ed immaginazione, che sono poteri corporei incarnati nei nostri organi sensori e nel cervello.
Solo se il cervello non è la condizione sufficiente dell'attività intellettuale e del pensiero concettuale (solo se l'intelletto che è parte del cervello umano e non si trova negli altri animali è il fattore immateriale che deve essere aggiunto al cervello al fine di assicurare condizioni necessarie e sufficienti) siamo giustificati a concludere che la manifesta differenza in genere tra mente umana e animale, e tra comportamento umano e animale, è radicale e non superficiale. Tale condizione non può essere spiegata da alcuna differenza nella costituzione fisica degli esseri umani e degli altri animali, essa è una differenza di grado.
Adler difese questa posizione dalle sfide lanciate alle teorie dualiste. Per esempio, David Hume riteneva che l'uomo è dotato solo di sensi e non di intelletto. Come nominalista, Hume poi affrontò il problema di come spiegare il significato delle parole d'ordine generale nel nostro linguaggio quotidiano; per esempio, il significato di nomi comuni quali classi o generi. Hume cercò di risolvere questo problema sostenendo che quando usiamo parole che hanno un significato generale, noi le stiamo applicando ad un numero di individui percepiti indifferentemente; cioè, senza alcuna differenza di significato della parola così usata.
Per Adler questa spiegazione rappresentava una completa contraddizione. Dire che possiamo applicare le parole indifferentemente ad un certo numero di individui equivale a dire che chi scrive o parla riconosce una certa uniformità nella singola cosa. Adler sosteneva che se gli esseri umani facessero uso dei poteri concettuali, invece del pensiero percettivo, non avrebbero alcuna difficoltà a spiegare come le parole indichino universali o generalità. Essi deriverebbero il loro significato dai concetti che ci fanno comprendere classi o generi.
Per quanto riguarda, da un lato, la validità circa la derivazione della conoscenza umana solo dai sensi e, dall'altro, della negazione dell'"astratto" o delle "idee generali", Adler riporta la seguente citazione:
Adler rispose a questa sfida nel suo libro Ten Philosophical Mistakes:
(Mortimer J. Adler, Ten Philosophical Mistakes, p. 41-42)

### Dio
Nel suo libro del 1981 How to Think About God, Adler cerca di dimostrare che Dio ha creato l'universo ex nihilo. I passaggi di tale dimostrazione sono i seguenti:
1. L'esistenza di un effetto che richiede la coesistenza e l'azione di una causa efficiente implica l'esistenza e l'azione di detta causa
2. L'universo nel suo complesso esiste
3. L'esistenza del cosmo nel suo complesso è radicalmente contingente (il che significa che ha bisogno di una causa efficiente della sua continua esistenza per preservare il suo essere e impedire che venga annichilito o ridotto a nulla)
4. Se il cosmo necessita di una causa efficiente per la sua duratura esistenza, allora quella causa deve essere un ente soprannaturale, soprannaturale nella sua azione e la cui esistenza è incausata, in altre parole, l'Essere Supremo, o Dio
Due delle quattro precedenti proposizioni, la prima e la quarta, sembrano essere certamente vere. La seconda è vera al di là di ogni ragionevole dubbio. Se la rimanente proposizione, la terza, è anche vera al di là di ogni ragionevole dubbio, allora possiamo concludere al di là di ogni ragionevole dubbio che Dio esiste e tiene in vita l'universo.
Il motivo per cui possiamo concepire l'universo come radicalmente piuttosto che superficialmente contingente è dovuto al fatto che l'universo ora esistente è solo uno dei tanti universi possibili che potrebbero essere esistiti in passato e che potrebbero ancora esistere in futuro. Questo non vuol dire che qualsiasi universo oltre a questo attuale sia esistito in passato o mai esisterà in futuro. Non è necessario spingersi così lontano per dire che altri universi potrebbero essere esistiti in passato e potrebbero esistere in futuro. Se altri universi sono possibili, allora anche questo è semplicemente possibile, non necessario.
In altre parole, l'universo così come lo conosciamo oggi non è l'unico universo che potrà mai esistere nel tempo. Come facciamo a sapere che l'attuale cosmo è soltanto un possibile universo (una delle tante possibilità di esistenza), e non un universo necessario (l'unico che possa mai esistere)? Noi lo possiamo dedurre dal fatto che la corretta disposizione e la confusione, l'ordine nell'organizzazione e il disordine nell'attuale cosmo sarebbero potuto essere altrimenti. Tutto avrebbe potuto essere diverso da quello che è. Non vi è alcuna ragione per pensare che le leggi naturali che governano l'attuale cosmo siano le sole leggi naturali possibili. Il cosmo così come lo conosciamo manifesta possibilità ed eventi casuali alla pari del comportamento ordinato. Anche gli elettroni ed i protoni, che si pensa siano imperituri dal momento che esistono quali elementi costitutivi del presente cosmo, potrebbero non essere gli elementi costitutivi di un diverso cosmo.
Il passaggio successivo in questa argomentazione è quello cruciale. Esso consiste nel sostenere che tutto ciò che sarebbe potuto essere altrimenti per forma o struttura sia qualcosa che potrebbe anche non esistere affatto. Ciò che non può essere altrimenti, inoltre, non può non esistere; viceversa, ciò che necessariamente esiste non può essere altrimenti che quello che è. Pertanto, un cosmo che può essere altrimenti è un cosmo che anche non può essere; al contrario, un cosmo che è in grado di non esistere del tutto è un cosmo che può essere altrimenti da quello che è ora.
Applicando questo argomento al fatto che l'attuale cosmo è solo uno fra una pluralità di possibili universi, si arriva alla conclusione che il cosmo, radicalmente contingente nella sua esistenza, non esisterebbe affatto se la sua esistenza non fosse causata. Un cosmo solo possibile non può essere un cosmo senza causa. Un cosmo che è radicalmente contingente nella sua esistenza e necessita di una causa di quella esistenza, necessita di una causa soprannaturale, che esiste e agisce per trarre ex nihilo questo cosmo meramente possibile, impedendo così la realizzazione di ciò che è sempre possibile per un cosmo meramente possibile, vale a dire, la sua assoluta non esistenza o annichilimento.
Adler conclude sottolineando che la conclusione raggiunta è conforme alla regola di Ockham (la regola in cui si afferma che siamo giustificati nel postulare o affermare la reale esistenza di entità inosservate p inosservabili se-e-solo-se la loro reale esistenza è indispensabile per la spiegazione di fenomeni osservabili) perché abbiamo ritenuto necessario postulare l'esistenza di Dio, l'Essere Supremo, al fine di spiegare ciò che deve essere spiegato -l'effettiva esistenza qui e ora di un cosmo semplicemente possibile. Tale argomento rinvia anche al Principio di ragion sufficiente.
Adler sottolineò che anche con questa conclusione, l'esistenza di Dio non può essere provata o dimostrata, bensì soltanto stabilita come vera al di là di ogni ragionevole dubbio. Tuttavia, in una recente revisione di questa tesi, John G. Cramer ha concluso che i recenti sviluppi nella cosmologia sembrano convergere a sostegno dell'argomento di Adler e che alla luce di teorie come quelle sul Multiverso, l'argomento non mostra la corda e può, anzi, oggi essere giudicato un poco più probabile di quanto lo fosse inizialmente.

### La religione nei tempi moderni
Adler riteneva che, se la teologia e la religione sono cose viventi, non sarebbe affatto sbagliato cercare di modernizzarle. Esse devono aprirsi al cambiamento e allo sviluppo come ogni altra cosa. Inoltre, non vi è alcun motivo di essere sorpresi quando le discussioni come quelle sulla "morte di Dio" -- un concetto elaborato da Nietzsche -- suscitano emozioni fra la gente come è successo nel recente passato e potrebbe ancora capitare oggi. Secondo Adler, di tutte le grandi idee, quella di Dio è sempre stata e continua ad essere quella che suscita la più grande preoccupazione tra la platea più ampia di uomini e donne. Tuttavia, Adler si era opposto all'idea di trasformare l'ateismo in una nuova forma di religione o di teologia ed ha citato molti “nuovi teologi” come Clarence Hamilton, Paul Van Buren, Thomas Altizer e Gabriel Vahanian, fra quelli che hanno sostenuto questo errore:
Adler vide questi movimenti come evidenti tentativi in malafede per tramutare l'ateismo e il laicismo in nuove forme di religione, invece di chiamarli con il loro nome:
Per quanto riguarda l'evidente aumento di laicità o di non religione nella nostra società Occidentale, Adler ha risposto in questo modo:

## Opere di Adler
- Dialectic (1927)
- The Nature of Judicial Proof: An Inquiry into the Logical, Legal, and Empirical Aspects of the Law of Evidence (1931, with Jerome Michael)
- Diagrammatics (1932, with Maude Hutchins)
- Crime, Law and Social Science (1933, with Jerome Michael)
- Art and Prudence: A Study in Practical Philosophy (1937)
- What Man Has Made of Man: A Study of the Consequences of Platonism and Positivism in Psychology (1937)
- St. Thomas and the Gentiles (1938)
- The Philosophy and Science of Man: A Collection of Texts as a Foundation for Ethics and Politics (1940)
- How to Read a Book|How to Read a Book: The Art of Getting a Liberal Education (1940), 1966 edition subtitled A Guide to Reading the Great Books, 1972 revised edition with Charles Van Doren, The Classic Guide to Intelligent Reading: ISBN 0-671-21209-5
- Problems for Thomists: The Problem of Species (1940)
- A Dialectic of Morals: Towards the Foundations of Political Philosophy (1941)
- How to Think About War and Peace (1944)
- The Revolution in Education (1944, with Milton Mayer)
- The Capitalist Manifesto (1958, with Louis O. Kelso) ISBN 0-8371-8210-7
- The Idea of Freedom: A Dialectical Examination of the Conceptions of Freedom (1958)
- The New Capitalists: A Proposal to Free Economic Growth from the Slavery of Savings (1961, with Louis O. Kelso)
- The Idea of Freedom: A Dialectical Examination of the Controversies about Freedom (1961)
- Great Ideas from the Great Books (1961)
- The Conditions of Philosophy: Its Checkered Past, Its Present Disorder, and Its Future Promise (1965)
- The Difference of Man and the Difference It Makes (1967)
- The Time of Our Lives: The Ethics of Common Sense (1970)
- The Common Sense of Politics (1971)
- The American Testament (1975, with William Gorman)
- Some Questions About Language: A Theory of Human Discourse and Its Objects (1976)
- Philosopher at Large: An Intellectual Autobiography (1977)
- Reforming Education: The Schooling of a People and Their Education Beyond Schooling (1977, edited by Geraldine Van Doren)
- Aristotle for Everybody: Difficult Thought Made Easy (1978) ISBN 0-684-83823-0
- How to Think About God: A Guide for the 20th-Century Pagan (1980) ISBN 0-02-016022-4
- Six Great Ideas: Truth-Goodness-Beauty-Liberty-Equality-Justice (1981) ISBN 0-02-072020-3
- The Angels and Us (1982)
- The Paideia Proposal: An Educational Manifesto (1982)
- How to Speak / How to Listen (1983) ISBN 0-02-500570-7
- Paideia Problems and Possibilities: A Consideration of Questions Raised by The Paideia Proposal (1983)
- A Vision of the Future: Twelve Ideas for a Better Life and a Better Society (1984) ISBN 0-02-500280-5
- The Paideia Program: An Educational Syllabus (1984, with Members of the Paideia Group)
- Ten Philosophical Mistakes (1985) ISBN 0-02-500330-5
- A Guidebook to Learning: For a Lifelong Pursuit of Wisdom (1986)
- We Hold These Truths: Understanding the Ideas and Ideals of the Constitution (1987)
- Reforming Education: The Opening of the American Mind (1988, edited by Geraldine Van Doren)
- Intellect: Mind Over Matter (1990)
- Truth in Religion: The Plurality of Religions and the Unity of Truth (1990) ISBN 0-02-064140-0
- Haves Without Have-Nots: Essays for the 21st Century on Democracy and Socialism (1991) ISBN 0-02-500561-8
- Desires, Right & Wrong: The Ethics of Enough (1991)
- A Second Look in the Rearview Mirror: Further Autobiographical Reflections of a Philosopher At Large (1992)
- The Great Ideas: A Lexicon of Western Thought (1992)
- Natural Theology, Chance, and God (The Great Ideas Today, 1992)
- The Four Dimensions of Philosophy: Metaphysical-Moral-Objective-Categorical (1993)
- Art, the Arts, and the Great Ideas (1994)
- Adler's Philosophical Dictionary: 125 Key Terms for the Philosopher's Lexicon (1995)

### Opere edite a cura di Adler
- Scholasticism and Politics (1940)
- Great Books of the Western World (1952, 52 volumes), 2nd edition 1990, 60 volumes
- A Syntopicon: An Index to The Great Ideas (1952, 2 volumes), 2nd edition 1990
- The Great Ideas Today (1961-1977, 17 volumes), with Robert Hutchins, 1978-1999, 20 volumes
- The Negro in American History (1969, 3 volumes), with Charles Van Doren
- Gateway to the Great Books (1963, 10 volumes), with Robert Hutchins
- The Annals of America (1968, 21 volumes)
- Propædia: Outline of Knowledge and Guide to The New Encyclopædia Britannica 15th Edition (1974, 30 volumes)
- Great Treasury of Western Thought (1977, with Charles Van Doren)

### Traduzioni in italiano
- Aristotele per tutti, (1995, Roma: Armando Editore)
- Saper parlare, saper ascoltare, (2003, Roma: Armando Editore)
- Come leggere un libro, (1991, Roma: Sovera Editore)